# Limington (Maine)
Limington – miasto w Stanach Zjednoczonych, w stanie Maine, w hrabstwie York.